# Provincia de Grosseto
Grosseto (en italiano: provincia di Grosseto) es una provincia italiana de la región de la Toscana, en la zona central del país. Su capital y ciudad más poblada es Grosseto.
Tiene un área de 1504 km², y una población total de 227 498 habitantes (2010). Hay 28 comuni (municipios) en la provincia (fuente: ISTAT, véase este enlace).